# بلیین (ایلام)
بلیین، روستایی در دهستان کشوری بخش مرکزی شهرستان ایلام در استان ایلام ایران است.

## جمعیت
بر پایه سرشماری عمومی نفوس و مسکن در سال ۱۳۹۵، جمعیت این روستا برابر با ۱۵۰ نفر (۴۱ خانوار) بوده‌است.